# Bouvart et Ratinet

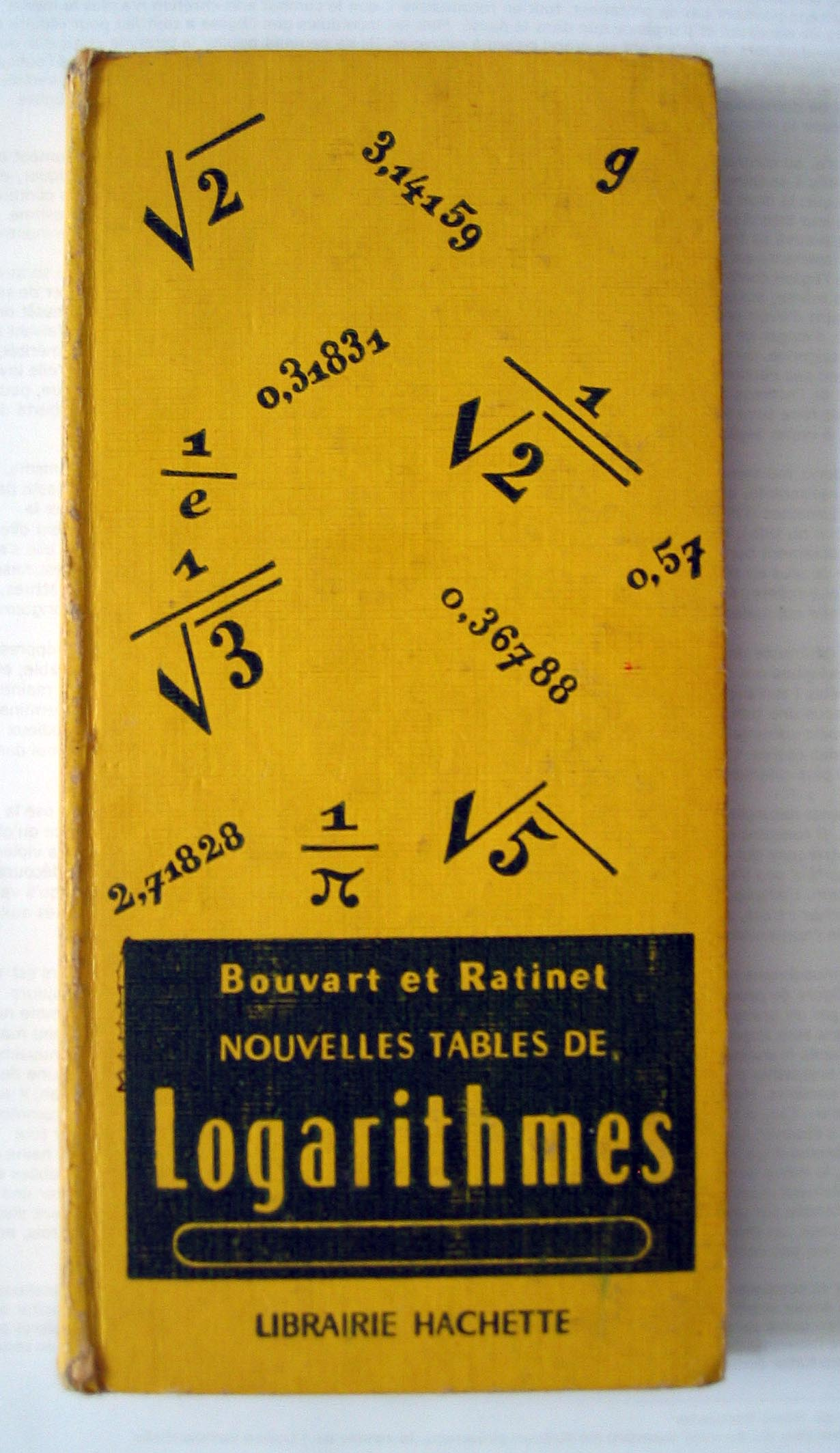
Taules de Logaritme 1957

Camille Bouvart i Alfred Ratinet són els autors d'una cèlebre taula de logaritmes. Aquestes taules, la primera edició de les quals és anterior a 1905, estaven autoritzades als concursos de les Grandes Écoles fins fa poc: el 2010 una notícia del Concours commun Mines-Ponts indicà que les taules de logaritmes quedaven prohibides, encara que el regle de càlcul seguia sent acceptat.